# Museu Théo Brandão
O Museu Théo Brandão de Antropologia e Folclore é um museu brasileiro localizado na Avenida da Paz 1490, no bairro de Jaraguá em Maceió, capital do estado de Alagoas.
O museu foi criado no dia 20 de agosto de 1975 e instalado provisoriamente na casa nº 3 do Campus Tamandaré, no Pontal da Barra. Recebeu o nome de Théo Brandão em razão de ter sido criada para abrigar a coleção de arte popular que o professor e folclorista Théo Brandão doou à Universidade Federal de Alagoas.
Em 1977, por ocasião da V Festa do Folclore Brasileiro, realizada em Maceió, a coleção do museu foi transferida para sua sede própria, em um prédio de arquitetura eclética, situado na Avenida da Paz, no centro de Maceió.
Possui fitas com gravações de músicas regionais, cantoria de viola, emboladas, folguedos, discos sobre o mesmo tema bem como slides e fotografias. Possui também um fichário  com informações sobre cultura popular. Além disso, tem uma  sessão com filmes super 8mm e 16mm sobre diversas manifestações folclóricas de Alagoas.
Ele possui também diversas salas com produções feitas por artistas alagoanos, como: quadros, esculturas em ceramica e troncos de arvores regionais; exposição de artesanato local e criações que fazem parte das festas populares de Alagoas.